# Réserve naturelle de Tolvmannsmyr
La réserve naturelle de Tolvmannsmyr  est une réserve naturelle norvégienne qui est située dans le municipalité de Tønsberg, dans le comté de Vestfold.

## Description
La réserve naturelle de 0,114 km2 a été créée en 1980.

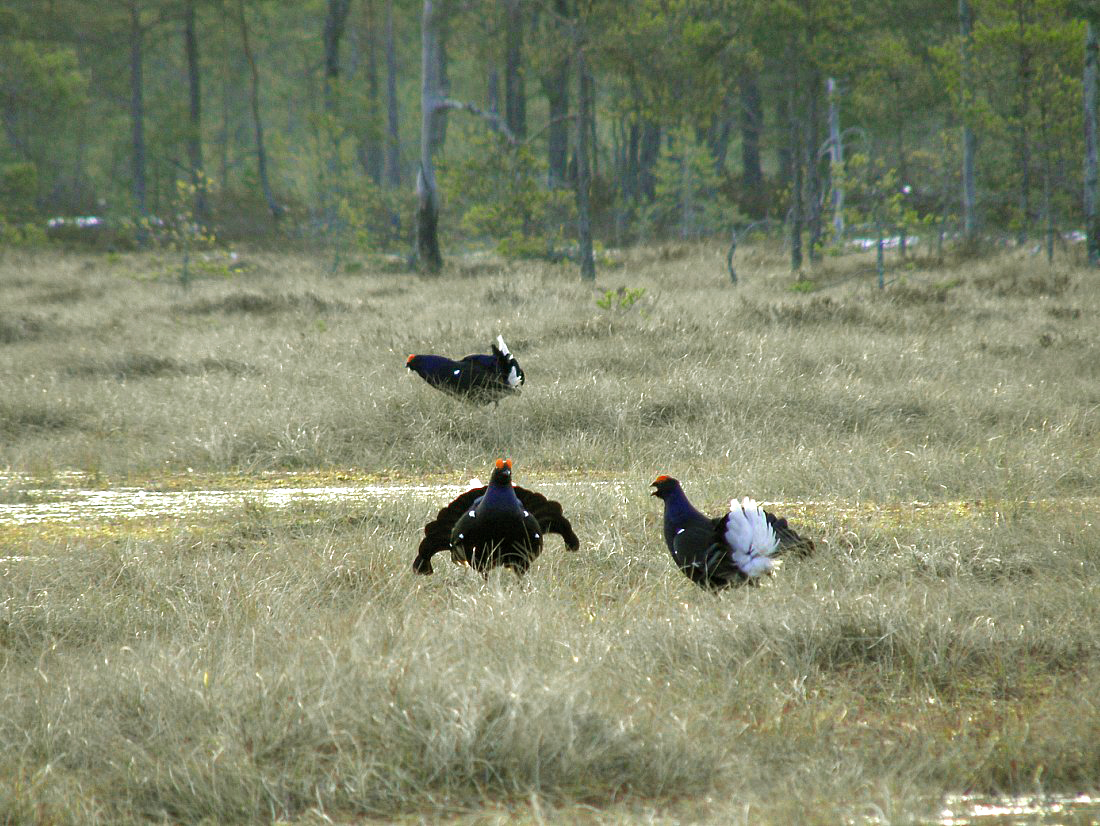
Tétras lyre

C'est une tourbière pluviale intacte qui reçoit la majeure partie de sa nourriture de l'eau de pluie. Plus près de Tolvmannsmyrtjern, il y a des éléments de tourbière plate, tandis que le reste de la réserve a plusieurs zones de tourbières voûtées. Certaines parties du marais ont des cours d'eau souterrains.
L'Association norvégienne de randonnée a implanté un sentier d'été sur le marais. La piste est pavée pour éviter l'usure à la surface de la tourbière. Au printemps, on peut y voir des tétras lyre.
Le but de la conservation est de préserver un plus grand complexe de marais pluvial plate ou voutée.